# 恐頭獸亞目
恐頭獸亞目（學名：Dinocephalia）是個大型早期獸孔目演化支，繁盛於二疊紀的瓜德鲁普世，但之後滅絕而且沒有留下任何後代。
除了巴莫鱷亞目與始巨鱷科以外，恐頭獸類是獸孔目中最原始的物種，但仍擁有牠們的獨特特徵。牠們保有很多跟牠們的盤龍目祖先一樣的原始特徵（例如：沒有次生顎，小型齒骨），但是牠們也有許多獸孔目的較進階特徵，像是擴大的腸骨與更直立的四肢。牠們包括肉食性、草食性、雜食性動物，有些是半水生動物，有些是完全陸生動物。恐頭獸類也是二疊紀中期的最大動物之一，只有最大的卡色龍科與鋸齒龍科的體型比得上或超越她們。
所有的恐頭獸類都有咬合時上下門牙可交錯的特徵。在更進階的物種中，門牙的接近舌頭側根部，在頜部緊閉時可形成壓碎的表面，可磨碎植物。
大多數的恐頭獸類發展出加厚的頭骨，這似乎是物種間打鬥行為（用頭互相撞擊）的演化結果，也許為了爭奪地盤或求偶。在有些物種，像是冠鱷獸與戟頭獸個別演化出角狀的結構。
恐頭獸類的特別處在於牠們的大型體型。最大型的草食性（貘頭獸）與雜食性（偉鱷獸）恐頭獸類，重量可以達到2公噸，大約4.5公尺長，而最大型的肉食性（像是安蒂歐獸與巨型獸）也有類似的體型，而重型的頭骨有80公分長，而體重大約半公噸重。

## 演化史
在二疊紀早期的最後一期，恐頭獸類從類似盤龍目的獸孔目動物進化而來。盤龍目是二疊紀早期的優勢陸地動物，而恐頭獸類在盤龍目逐漸滅絕時繁盛起來。在卡匹敦期早期，進階型的恐頭獸類演化出一大群草食性動物，成為多樣性的巨型土壤生物。牠們因南非卡魯地區的貘頭獸組合帶而著名。就在牠們高度發展出多樣性不久後，恐頭獸類忽然滅絕。原因是峨嵋山暗色岩事件。牠們被更小的獸孔目動物取代：草食性的二齒獸類、肉食性的巴莫鱷類、麗齒獸類、獸頭類。

## 分類
- 恐頭獸亞目 Dinocephalia
  - ?†埃嘉龙兽属 Eccasaurus
  - ?†属 Pelosuchus
  - ?†塔彭龙属 Tappenosaurus

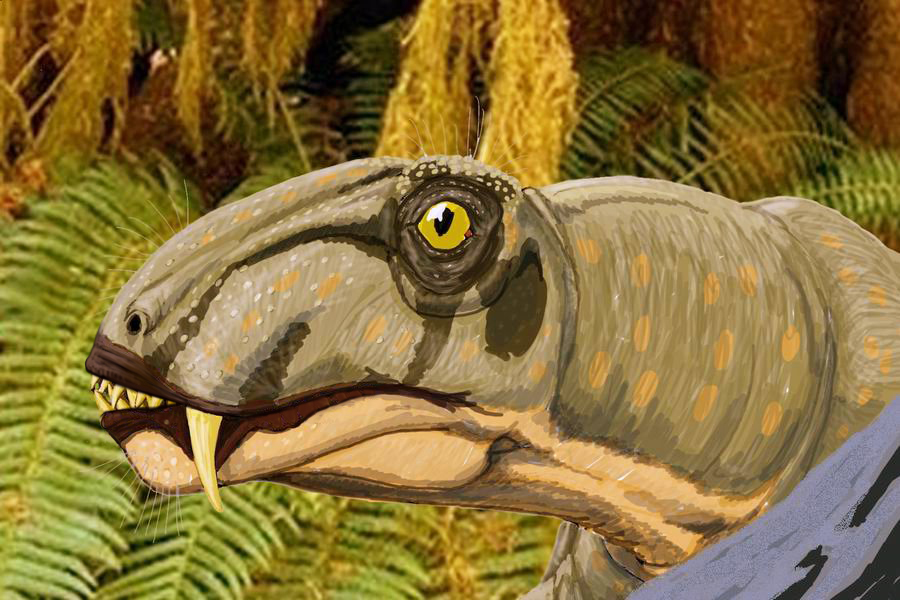
狹頭獸頭部

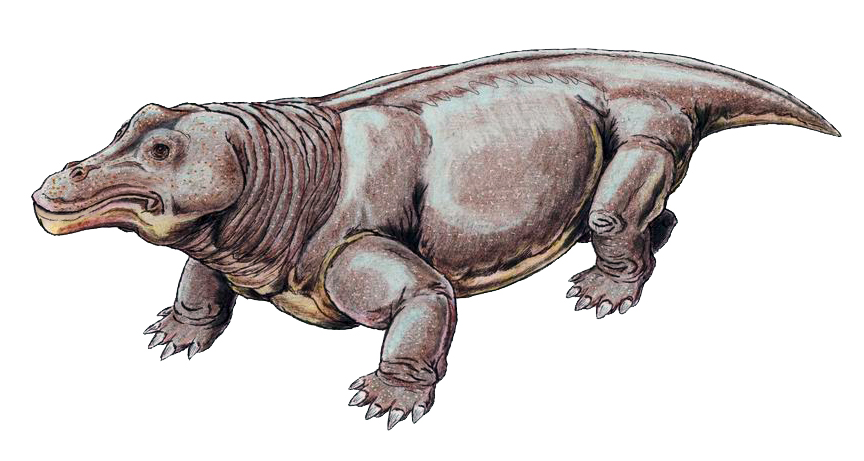
鴕頭獸

  - †冠鳄兽科 Estemmenosuchidae
  - ?†科 Phreatosuchidae
  - ?†渐衰鳄科 Phthinosuchidae
  - ?†棍齿兽科 Rhopalodontidae
  - †安蒂欧兽下目 Anteosauria
    - †安蒂欧兽科 Anteosauridae
    - †沟足兽科 Brithopodidae
    - †多特罗龙兽科 Deuterosauridae

  - †貘头兽下目 Tapinocephalia
    - ?†科 Dimacrodontidae
    - ?†科 Driveriidae
    - ?†科 Mastersoniidae
    - †戟头兽科 Styracocephalidae
    - †貘头兽科 Tapinocephalidae
    - †伟鳄兽科 Titanosuchidae

## 外部連結
- Dinocephalia - Palaeos